# Rhopalopterum brunneipennis
Rhopalopterum brunneipennis is een vliegensoort uit de familie van de halmvliegen (Chloropidae). De wetenschappelijke naam van de soort is voor het eerst geldig gepubliceerd in 1987 door Beschovski & Lansbury.